# AdLib
AdLib，是一款FM音源的ISA界面的音效卡，1987年時問世，使用Yamaha YM3812的音效處理器晶片。台灣由智冠生產與銷售相容的商品「魔奇音效卡」。1992年時，再發行AdLib Gold（音效處理晶片改為Yamaha YMF262）。

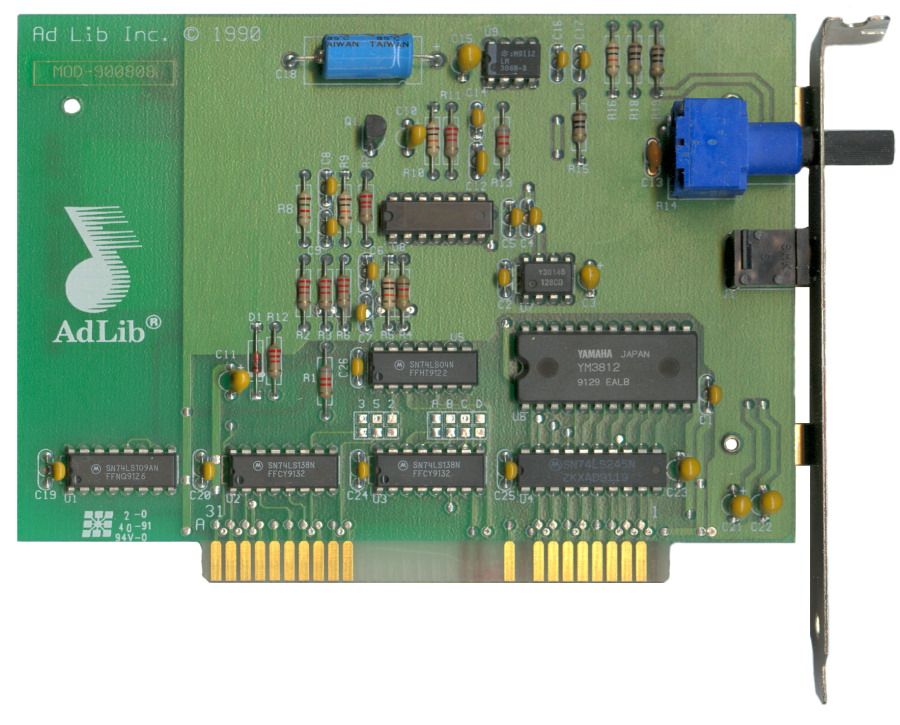
AdLib Music Synthesizer Card

## 簡史
- 1987年－AdLib Card問世，是第一款平價的音效卡，使用[[頻率偏移調變|FM音源（英语：Frequency modulation synthesis）]]的發聲方式（YM3812 chip by Yamaha）
- 1988年－第一款支援AdLib的遊戲問世。
- 1992年－AdLib Gold問世。
- 1992年－於5月1日破產。
- 1994年－授權給台灣的某公司。（可能是智冠？）

## FM音源的發音原理
- {\displaystyle F_{1}=I_{1}\sin(w_{1}t)+I_{2}\sin(w_{2}t)}
- {\displaystyle F_{2}=I_{2}(w_{1}t+I_{2}\sin(w_{2}t))}

## 退出市場的原因
- 因為只具有FM音源的輸出能力（不論是音效還是樂器聲，都是採FM音源所間接模擬的方式），所以很快就由之後誕生的具有Wave處理能力聲霸卡給取代，成為至今的市場標準。

## 外部連結
- （英文）AdLib Music Archive（页面存档备份，存于）
- （英文）OPLx（页面存档备份，存于）
- （英文）Adplug - AdLib sound player library（页面存档备份，存于）
- （英文）SOUNDSHOCK, an English language discussion forum dedicated exclusively to FM Synthesis（页面存档备份，存于）